# Francesco Canaveri
Francesco Canaveri (Mondovì, 1753 – Torino, 1836) è stato un medico e anatomista italiano.

## Biografia
Francesco Canaveri nacque nel 1753 a Mondovì, in Italia, iniziò gli studi di retorica e filosofia presso l'Università di Torino. Nel 1788 fu eletto prefetto presso la Scuola di medicina di Torino, nel 1796 divenne professore di medicina e anatomia. Nel 1799 durante l'occupazione napoleonica del Piemonte, Canaveri fu scelto per condurre le scuole mediche nelle Alpi. Tra il 1800 e il 1814 fu nominato ispettore delle scuole mediche.
Pubblicò molte opere sulla medicina: De vitalitatis oeconomia (1801), Saggio sopra il dolore: dissertazione (1803), Analyse et réfutation des élémens de médecine du D. J. Brown (1805) e Neuronomia, (1836) pubblicato dopo la sua morte.